# Lund
Lund  je mesto in sedež istoimenske občine v pokrajini Skanija (Skåne) na skrajnem jugu Švedske. Leta 2023 je imelo mesto 94.393 prebivalcev od skupno 130.288 prebivalcev občine.
Mesto, staro več kot tisočletje, je bilo nekoč pomembno kot krščansko središče, na kar spominja impozantna mestna stolnica, zgrajena v 12. stoletju. Danes je Lund znan predvsem po Univerzi v Lundu, ustanovljeni leta 1666, ki je ena najstarejših in največjih skandinavskih izobraževalnih in raziskovalnih ustanov na Švedskem. Univerza in njene stavbe prevladujejo v večjem delu središča mesta in so Lund pripeljale do tega, da je postal regionalno središče visokotehnološke industrije.

## Zgodovina
Lund je skupaj s Sigtuno najstarejše mesto na današnjem Švedskem. Izvor Lunda ni jasen. Do 1980-ih so menili, da je mesto ustanovil okoli leta 1020 bodisi Sven I. Vilobradi ali njegov sin Knut Veliki. Območje je bilo takrat del Danskega kraljestva. Vendar pa nedavna arheološka odkritja kažejo, da je prvo naselje datirano okoli leta 990, morda gre za preselitev naseljencev v Uppåkro. Naselje Uppåkra sega v 1. stoletje pr. n. št. in njegovi ostanki so na mestu današnje vasi Uppåkra. Kralj Sven I. Vilabradi je Lund preselil na njegovo sedanjo lokacijo, oddaljeno približno pet kilometrov. Nova lokacija Lunda, na hribu in čez brod, je novemu mestu dala precejšnje obrambne prednosti v primerjavi z Uppåkro, ki leži na najvišji točki velike ravnine.
Organizacija danske cerkve se je začela pod vladavino Knuta Velikega. Lund je leta 1048 postal sedež ene od sedmih škofij. Leta 1104 je postal nadškofija. Lundska cerkvena provinca je obsegala Skandinavijo in celo Garðar na Grenlandiji. Škofija bližnjega Dalbyja je bila leta 1066 priključena. Lundska stolnica je bila podobno ustanovljena leta 1103 ali kmalu po njej. Leta 1152 je bila ustanovljena norveška nadškofija Nidaros kot ločena provinca cerkve, neodvisna od Lunda. Leta 1164 je Švedska dobila tudi svojega nadškofa, čeprav je bil nominalno podrejen lundskemu nadškofu. Kot lundska škofija je še vedno škofija v Švedski cerkvi.
Lundsko stolnično šolo (Katedralskolan) je leta 1085 ustanovil danski kralj Knut Veliki. To je najstarejša šola v Skandinaviji in ena najstarejših v severni Evropi. Tam se je izobraževalo veliko uglednih ljudi, med njimi igralec Max von Sydow in več visokih politikov.
Lund je bil leta 1658 odstopljen Švedski kot del določil Roskildske pogodbe. Vendar pa ga je Danska leta 1676 v zgodnjih fazah skanijske vojne ponovno zavzela. Izjemno krvava bitka pri Lundu se je leta 1676 odvijala severno od mesta in se končala z odločilno švedsko zmago; švedski nadzor nad Skanijo je bil potrjen v Lundskem miru pozneje istega leta. Švedski nadzor nad Skanijo in s tem nad Lundom je bil ponovno potrjen z drugo pogodbo leta 1720.
Prva skandinavska univerza, Akademija v Lundu, je bila ustanovljena v 15. stoletju. Med dansko reformacijo leta 1537 je bila zatrta. Sedanja Univerza v Lundu je bila ustanovljena leta 1666.
Leta 1943, med drugo svetovno vojno, je Lund po nesreči bombardiralo britansko letalo. Smrtnih žrtev ni bilo, čeprav so bili nekateri ljudje poškodovani zaradi drobcev stekla.
V drugi polovici 20. stoletja se je prebivalstvo Lunda več kot podvojilo, kar je bilo v veliki meri posledica rasti univerze in visokotehnološke industrije. Na primer, leta 1952 je bilo v Lundu ustanovljeno podjetje Tetra Pak, ki se ukvarja z embalažo in predelavo hrane. Na zunanjih robovih mesta so bila dodana predmestja: Klostergården, Norra Fäladen in Linero v 1960-ih, Norra Nöbbelöv v 1970-ih, Gunnesbo v 1980-ih in Värpinge v 1990-ih.

## Geografija
Lund stoji v največjem kmetijskem okrožju Švedske, na jugozahodu Skanije, manj kot deset kilometrov od peščene obale Øresundskega preliva. Zaradi svoje lege na južnem pobočju hriba Romeleåsen se mesto dviga od nizko ležeče reke Höje na jugu do 86 metrov nadmorske višine na severu. Z vrha hriba Sankt Hans je mogoče videti København, glavno mesto Danske. Najbližje veliko švedsko mesto, Malmö, je približno 15 kilometrov jugozahodno. Druga švedska mesta so bolj oddaljena: Göteborg je oddaljen 250 kilometrov, prestolnica Stockholm je oddaljena 600 kilometrov, Umeå pa leži 1200 kilometrov severneje.
Osrednji del Lunda je v veliki meri ohranil svojo srednjeveško postavitev ulic. Ohranilo se je nekaj stavb iz srednjega veka, vključno s stolnico v Lundu, Liberiet, samostanom sv. Petra, restavracijo Stäket in Krognoshuset. Številne današnje stavbe v središču so bile zgrajene v poznih 19. stoletjih, vključno s Katedralskolan, Grand Hotelom ter glavno stavbo in knjižnico Univerze v Lundu.

### Mestni trgi
Mesto Lund ima štiri glavne mestne trge, ki so povezani s številnimi cestami in prehodi, ki predstavljajo glavno mestno središče s številnimi restavracijami, trgovinami in bari. Clemenstorget je z drevesi poraščen mestni trg, ki je ob železniški in pripadajoči postaji, gosti majhno tržnico in je osrednja postaja mestnega tramvaja. Bantorget je zeleni park-trg v bližini glavne postaje, kjer stoji tudi Grand Hotel Lund. Mestna hiša stoji na glavnem mestnem trgu - Stortorgetu, kjer pogosto prirejajo koncerte in različne kulturne ter politične dogodke. Na Mårtenstorgetu je tržnica Lund, okoli katere je veliko restavracij, tovornjakov s hrano in barov, podnevi pa služi kot tržnica. V preteklosti se je trg uporabljal kot živinska tržnica in je bil znan kot Oxtorget. Manjši mestni trgi v Lundu vso Domkyrkoplatsen, Petriplatsen, Västra stationstorget, Sockertorget in Knut den Stores Torg.

### Parki in narava
Park v središču Lunda je Lundagård, ki skupaj s sosednjim univerzitetnim trgom tvori središče univerze. V parku prevladujejo zgodovinske stavbe, vključno z Lundsko stolnico, glavno stavbo Univerze v Lundu in Kungshusetom. Drevesa v parku so dom velike kolonije vranov.
Mnogo večji glavni mestni park Stadsparken je v jugozahodnem kotu mestnega središča. Lokacija je bila leta 1907 uporabljena za razstavo v Lundu, nato pa se je med letoma 1909 in 1911 razvila v javni park. Park vsebuje zasajene vrtove, majhno jezero, otroško igrišče in paviljone za glasbeno skupino, pa tudi javno kopališče Högevallsbadet in nekdanje stavbe observatorija v Lundu. Ima tudi zverinjak, v katerem živijo različne vrste ptic.
Druga pomembna zelena območja v mestu so Botanični vrt (Botaniska trädgården) in hrib Sankt Hans na severu mesta. Naravni rezervat Soteska Rinnebäck (Rinnebäcksravinen), jezovi Källby (Källby dammar) in skupnostni park Folkparken so v zahodnem delu mesta. Naravni rezervat Močvirje Nöbbelövs (Nöbbelövs mosse) je na severozahodu mesta.
Priljubljena mesta za kopanje v bližini mesta so plaže v sosednjih Lommi, Bjärredu in Malmöju ter jezera, kot sta naravni rezervat Billebjer in kamnolom Dalby (Dalby stenbrott) na vzhodnem podeželju mesta.

### Podnebje
Lund ima, tako kot preostali del skrajnega juga Švedske, oceansko podnebje. Podnebje je v primerjavi z drugimi lokacijami na podobnih zemljepisnih širinah ali celo nekoliko južneje relativno milo, predvsem zaradi bližine morja. Zaradi severne zemljepisne širine Lunda traja dnevna svetloba sredi poletja kar 17 ur, sredi zime pa le okoli 7 ur.
Poletja so topla in prijetna s povprečnimi najvišjimi temperaturami 23 °C in najnižjimi okoli 14 °C, vendar temperature pogosto presežejo 25 °C in poleti so pogosti vročinski valovi. Zime so precej hladne, s temperaturami med -1 in 3 °C. Lund ima verjetno najmilejše podnebje v državi glede na povprečne najvišje in najnižje letne temperature. Glede na letne povprečja in najnižje povprečne temperature je Falsterbo nekoliko milejši.
Padavine so skozi vse leto rahle do zmerne s povprečno 169 mokrimi dnevi. Sneženje se pojavlja redko, predvsem od decembra do marca, vendar snežna odeja običajno ne ostane dolgo, nekatere zime pa so praktično brez snega.
- Pogled na središče Lunda tik pred železniško postajo. Clemenstorget je na levi
- Park Lundagård v središču Lunda
- Botanični vrt v Lundu
- Ribnik v Stadsparkenu
- Stadsparken - glavni mestni park v Lundu

## Demografija
Prebivalstvo mesta se je v zadnjem stoletju vztrajno povečevalo. Leta 2014 je bilo 18,8 % prebivalcev občine rojenih zunaj Švedske. Študenti Univerze v Lundu predstavljajo pomemben del mestnega prebivalstva.

## Univerza v Lundu
Univerza dominira nad večjim delom središča Lunda. Ustanovljena je bila leta 1666 po prenosu Skanije na Švedsko v skladu z Roskildsko pogodbo in je druga najstarejša univerza na Švedskem za Univerzo v Uppsali. Njeno tradicionalno središče je v parku Lundagård, vendar se razteza proti severovzhodu mesta, kjer je velika inženirska fakulteta. Danes je Univerza v Lundu ena največjih v severni Evropi z osmimi fakultetami, 41.000 študenti in več kot 2000 ločenimi seminarji. Je in se je dosledno uvrščala med 100 najboljših univerz na svetu in je članica Lige evropskih raziskovalnih univerz ter globalne mreže Universitas 21.

## Kultura
Za kulturo v Lundu je značilna univerzitetna izobrazba in raziskave ter velika študentska populacija, vključno z 28 % mednarodnih študentov in študentske tradicije, kot je študentska gledališka skupina od leta 1886. Velik del študentskega nočnega življenja se odvija v študentskih bratovščinah, imenovanih »Narodi«.
Lundska stolnica, nekdanja katoliška in zdaj luteranska stolnica v Lundu, je sedež lundskega škofa Švedske cerkve. Lund ima tudi mestno gledališče (čeprav brez lastnega profesionalnega lokalnega ansambla) in številne druge prostore za koncerte in gledališča.